# Gorkha
Gorkha (nep. भरतपुर)  – miasto w środkowym Nepalu; w prowincji numer 4. Według danych szacunkowych na rok 2011 liczyło 33 865 mieszkańców .